# Sport União Sintrense

Le Sport União Sintrense, plus couramment abrégé SU Sinternse, est un club de football portugais masculin, basé à Sintra. Fondé en 1911, le club évolue en quatrième division portugaise depuis 2021.

## Palmarès
- Vainqueur de la troisième division (série E) en 2002

## Stade
Le SUS joue actuellement au Estadio do Sport União Sintrense, situé à Sintra, et qui compte environ 2 800 places.

## Anciens joueurs
- Bruno Baltazar
- Luís Loureiro
- Yoruba Pinto
- Nelson Semedo